# L'Esprit de Noël (téléfilm)
L’esprit de Noël 
L'Esprit de Noël (Mistletoe Over Manhattan) est un téléfilm de Noël américain réalisé par John Bradshaw et diffusé le 6 novembre 2011 sur Hallmark Channel.

## Synopsis
Le père Noël ayant perdu la magie et l’esprit de Noël, sa femme, mme Noël décide de se rendre secrètement à New York pour lui prouver que celle-ci est toujours présente. Elle rencontre joe, un père de famille au bord du divorce qui lui propose par la suite de devenir la baby-sitter de leurs enfants.

## Fiche technique
- Titre original : Mistletoe Over Manhattan
- Réalisation : John Bradshaw
- Scénario : Hilary Hinkle, Linda Engelsiepen et Rickie Castaneda
- Photographie : Russ Goozee
- Musique : Gary Koftinoff (en)
- Durée : 95 minutes

## Distribution
- Tricia Helfer : Lucy Martel
- Greg Bryk : Joe Martel
- Tedde Moore (en) : Rebecca Claus
- Ken Hall : Sparky Mistletoe
- Mairtin O'Carrigan : Nick Claus
- Olivia Scriven : Bailey
- Damon Runyan : Parker Matisse
- Peter DaCunha (en) : Travis Martel
- Jayden Greig : le garçon au ballon
- Sydney Cross : la sœur du garçon au ballon